# Maribor-jug
Maribor-jug je naziv za obsežen projekt intenzivne stanovanjske gradnje v Mariboru na območju današnjih mestnih četrti Nova vas, Radvanje in Tabor.
Usmerjanje razvoja mesta proti jugu je bilo eno izmed ključnih vprašanj v času po drugi svetovni vojni. Začetki projekta segajo v leto 1973, ko je Občina Maribor pri Urbanističnem inštitutu RS v sodelovanju z Zavodom za urbanizem Maribor naročila izdelavo projekta. V letu 1977 je bil tako dokončno izdelan in kasneje sprejet urbanistični načrt za stanovanjski predel, ki so ga poimenovali Maribor-jug. V osemdesetih letih dvajsetega stoletja je mesto pričelo bolj intenzivno segati v prostor pod Pohorjem. Na to območje je bila poleg stanovanjske umeščena tudi cestna, energetska, komunalna in družbena infrastruktura. 
Pri Maribor-jugu je bila ideja preizkusiti nova načela prostorske organizacije in nov oblikovalski pristop, katerega osnovna značilnost je bila zgoščena stanovanjska pozidava vzdolž uličnih potez.
V obdobju gradnje so bile zgrajene številne blokovske soseske, kot npr. Nova vas I, Nova vas II, Borova vas, S-23 in druge. 
Stanovanjska naselja so obdana s številnimi zelenimi in parkovnimi površinami, športno infrastrukturo, v neposredni bližini pa je tudi Pohorje, kar prebivalcem omogoča visoko kakovost bivanja.